# Club Miguel Grau de Deportes
El Club Miguel Grau de Deportes de Abancay es un club de fútbol de la ciudad peruana de Abancay, en el Departamento de Apurímac. Fue fundado en 1955 y el cual juega en el torneo de la Copa Perú. 
Es el equipo de fútbol con más simpatizantes y seguidores de la ciudad de Abancay y uno de los más representativos de la región Apurímac, puesto que su historia esta netamente relacionada con la par con la de la Institución Educativa Emblemática Miguel Grau de Abancay, siendo este a la vez el colegio más importante de Apurímac.
Tiene como clásico rival al Deportivo Educación de Abancay, otro equipo tradicional de la ciudad, con quien disputa el Clásico Abanquino.

## Historia

### Fundación
El Club Miguel Grau de Deportes fue fundado en 1955 para representar al Glorioso Colegio Nacional y Centenario "Miguel Grau" de Abancay (hoy con la nominación de Institución Educativa Emblemática), fundado en 1889. Con el pasar de los años también se creó otro equipo de fútbol denominado "8 de Octubre" (también identificado con el colegio Miguel Grau de Abancay), ambos equipos rivalizaron por las décadas pasadas los clásicos abanquinos. Posteriormente podemos mencionar que como un gran hecho la unión de ambos cuadros, convirtiéndose en un solo equipo de fútbol al que denominaron Club Unión Grauína de Abancay (CUGA) hasta el 2004. De ahí en adelante retomó el nombre de Club Miguel Grau de Deportes hasta la actualidad, siendo el símbolo del equipo las letras unidas MG.

### Campañas en la Copa Perú
Participó por primera vez en una Etapa Regional en la Copa Perú 1968 donde integró la Región Sureste y fue eliminado por Cienciano. En 1973 la Federación Peruana de Fútbol dispuso que todos los campeones regionales automáticamente ascenderían al Campeonato Descentralizado 1974 y, tras lograr un nuevo título departamental, Miguel Grau disputó un triangular en la Etapa Regional contra Piérola y Melgar de Arequipa donde ocupó el tercer lugar y no pudo obtener el ascenso.
En la Copa Perú 1976 se clasificó a la Etapa Regional donde, junto a Deportivo Centenario de Ayacucho, pasó a la Etapa Nacional eliminando a Municipal de Andahuaylas, Beneficencia de Ayacucho, Estudiantes Unidos de Huancavelica y Sport Diamante de Pampas. En la siguiente fase eliminó a Universidad Federico Villarreal y Deportivo Centenario para clasificar al hexagonal final donde finalizó en quinto lugar.
En la Copa Perú 1980, el club ganó el Campeonato Región VIII y se clasifica a la Etapa Nacional pero nuevamente fue eliminado en esa fase. En el año 1987 se clasifica a la etapa regional jugando contra las regiones de Ayacucho y Huancavelica siendo eliminado por Social Magdalena.
El año 1989 nuevamente clasifica a la etapa regional (Apurimac, Ayacucho y Huancavelica) logrando ser Campeón, jugando con el campeón de la zona 5 Club Unión Huayllaspanca del departamento de Junin, logrando de local un empate y posteriormente de visita 4 contra 3, en un partido polémico; siendo esta etapa la más cerca para poder estar en el fútbol profesional.
A mediados de los noventa se une con el 8 de Octubre, club también identificado con el colegio Miguel Grau de Abancay, y participa en la Copa Perú con el nombre de Club Unión Grauína.
En la Copa Perú 1998, el club ganó el Campeonato Región VI y se clasifica a la Etapa Nacional como Club Unión Grauína, pero fue eliminado por el Coronel Bolognesi en cuartos de final. Nuevamente bajo el nombre de Club Unión Grauína de Abancay en la Copa Perú 2004, el club ganó el Campeonato Región VIII, clasificando a la Etapa Nacional eliminando a Juventus Corazón de Arequipa, pero en cuartos de final perdió en un partido de desempate ante Senati FBC de Arequipa, en la ciudad de Lima. Luego de esa campaña el club retomaría su nombre original.
En el año 2011, el Miguel Grau de Deportes logró el subcampeonato de la Copa Perú - Etapa Distrital (Abancay). Otorgándole así el derecho de poder jugar la Etapa Provincial (Distritos de la provincia de Abancay, más los distritos de Huancarama, Pacobamba, Mariscal Gamarra).
En el 2014, como para no dejar dudas de ser el mejor de la Liga Distrital de Abancay, Miguel Grau goleó a su escolta Deportivo La Victoria y por fin aseguró el título además de su ingreso a la Etapa Provincial. El encuentro entre rojos y celestes fue el estelar del domingo. Los del Chinchichaca lo resolvieron con un 3-0 con goles de Jorge Agrada, Luis Borda y Jharold Barazorda.

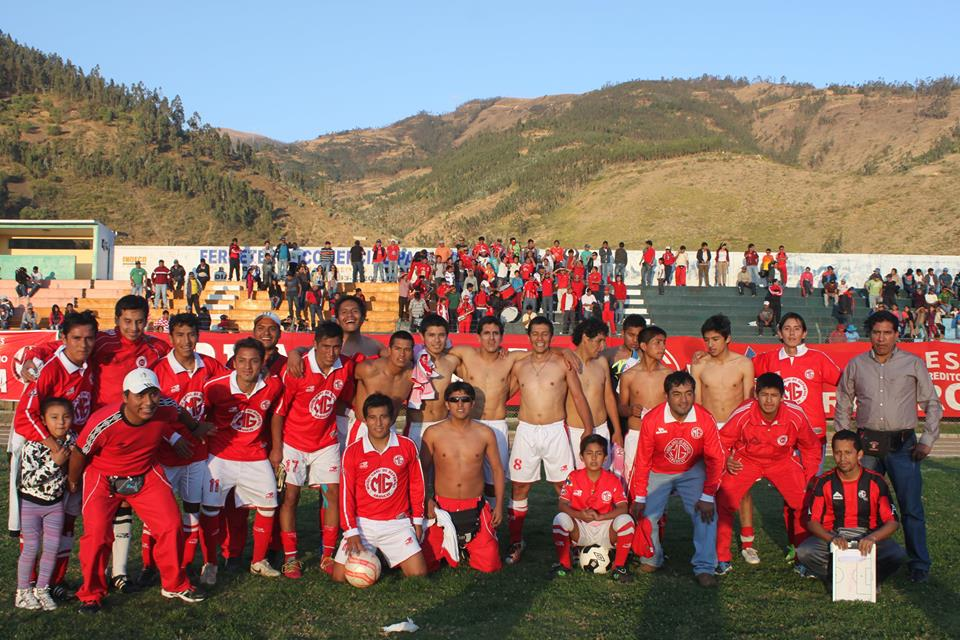
Club Miguel Grau de Deportes de Abancay - Campeón Departamental de la Copa Perú - Apurímac 2014.

Posteriormente inició su participación en la Etapa Provincial de la Copa Perú 2014 jugando con los representativos pertenecientes a la Liga Provincial de Fútbol de Abancay, llegando a jugar nuevamente contra el Deportivo La Victoria una nueva final pero esta vez por el título de campeón de la provincia de Abancay y donde nuevamente el Club Miguel Grau de Deportes se impuso por la cuenta de 2 a 0 con goles de Rolly Ramos y Kenyo Bazán. De esta manera el Club Miguel Grau de Deportes está representando a Abancay en condición de campeón provincial y asegura su participación en la etapa departamental de la Copa Perú Apurímac 2014. Posteriormente en la etapa departamental enfrenta al Municipal de Coyllurqui (Cotabambas) al cual gana en sus partidos de ida y vuelta, adjudicándose de esta forma su derecho de participación en el cuadrangular final de la etapa departamental frente a los equipos de: Deportivo La Victoria (Abancay), Dech (Andahuaylas) y Cultural Santa Rosa (Talavera - Andahuaylas). Finalmente el Club Miguel Grau de Deportes logra consagrarse campeón departamental de Apurímac 2014 y junto con el Dech (subcampeón) y el José María Arguedas de Andahuaylas (Fallo Judicial 2013) representan a Apurímac en la Etapa Regional de la Copa Perú 2014 de la Zona VIII. Es así que se conforma el Grupo "B" de la Zona VIII con los equipos de Apurímac (Miguel Grau, Dech y José María Arguedas) y Madre de Dios (Deportivo Minsa y Deportivo Maldonado), cuya modalidad es partidos de ida y vuelta de todos contra todos, en el cual el Miguel Grau empieza de una gran manera pero finalmente queda relegado en el tercer puesto del grupo "B" por diferencia de goles y queda eliminado para las semifinales de la etapa regional de la Zona VIII y cuyos ganadores se adjudicarán su clasificación a la Etapa Nacional de la Copa Perú 2014.
Este año 2015, el Club Miguel Grau de Deportes empieza su participación en la Copa Perú nuevamente desde la etapa distrital (febrero - mayo) de Abancay, en la cual el "MG" logra el subcampeonato y su derecho de participación en la etapa provincial (mayo-junio).
Una vez finalizado la etapa provincial, el Club Miguel Grau de Deportes obtiene el subcampeonato y por ende su derecho de participación en la etapa departamental - Apurímac 2015 (julio-septiembre).
Una vez elaborado el fixture de dicha etapa, el Club Miguel Grau de Deportes enfrenta en la modalidad de eliminación de partidos de ida y vuelta primero al Municipal de Chalhuani - Uripa al cual elimina, al empatar en Uripa 0-0 y en Abancay gana por 5-0, dando un resultado global de 5-0. Después enfrenta en los cuartos de final al Defensor Charkas de Coyllurqui - Cotabambas, al que también elimina al ganarle en Abancay 1-0 y en Tambobamba empata 1-1, con su resultado global de 2 a 1. Se realizó el cuadrangular final donde los equipos clasificados fueron: Club Miguel Grau de Deportes (Abancay), Club Mina las Bambas (Cotabambas), Cultural Santa Rosa (Andahuaylas) y Sport Municipal (Andahuaylas), quedando eliminado en esta etapa y clasificaron los 2 equipos de Andahuaylas.
En el 2017, logró clasificar hasta la etapa Nacional de la Copa Perú 2017 después de subcampeonar la liga departamental de Apurimac, durante la etapa Nacional logró un puesto 13 de 50 con este resultado le permitía ir a la ronda de repechajes contra el Sport La Vid de Junín logrando un resultado global de 3 a 3, pero clasificaría el Sport La Vid por tener más goles de visita, quedando de esta manera eliminado.
En la Copa Perú 2019 clasificó a la Etapa Nacional donde terminó la primera fase en el puesto 10 y clasificó a dieciseisavos de final donde superó a Andahuaylas FC. Fue eliminado en octavos de final por Carlos Stein al que superó con un marcador global de 3-2; sin embargo Stein presentó un reclamo por la participación de un jugador suspendido por lo que el resultado fue modificado y Miguel Grau quedó fuera de la competición.
Participó de la Copa Perú 2021 donde fue eliminado en la Fase 1 del torneo por Andahuaylas FC con el que empató en la ida 2-2 como local y perdió 4-0 como visitante. 
Clasificó como campeón departamental a la Etapa Nacional de la Copa Perú 2023. En la fase regular terminó en primer lugar de la tabla general con 15 puntos y en dieciseisavos de final eliminó a Sociedad de Tiro con un marcador global de 6-3. En octavos de final perdió como visitante 2-1 con UCV Moquegua y logró la clasificación a cuartos de final tras ganar 2-0 como local. Sin embargo, por la alineación de un jugador suspendido en el partido de vuelta se le declaró perdedor por 3-0 y quedó fuera del torneo.
En la Copa Perú 2024 eliminó a ACD Apurímac en la semifinal departamental y clasificó nuevamente a la etapa Nacional. Terminó en el puesto 39 de la primera fase, tras perder en la última fecha por 2-1 en su visita a Nuevo San Cristóbal, por lo quedó eliminado del torneo y sin posibilidad de obtener el cupo a la Liga 3 2025, que quedó en manos de Defensor José María Arguedas.

## Rivalidades

### Clásico Abanquino
El Club Miguel Grau de Deportes ha tenido una larga rivalidad con el Deportivo Educación de Abancay siendo este el Clásico de Abancay, siendo el equipo rojo del Miguel Grau de Deportes el que presenta más hinchada y simpatizantes en la ciudad de Abancay, desde sus inicios hasta la actualidad. Otro rival de proporción es el "Club Social El Olivo". Por hechos históricos las ciudades de Abancay y Andahuaylas, tienden a rivalizar también con sus equipos de fútbol respectivamente.

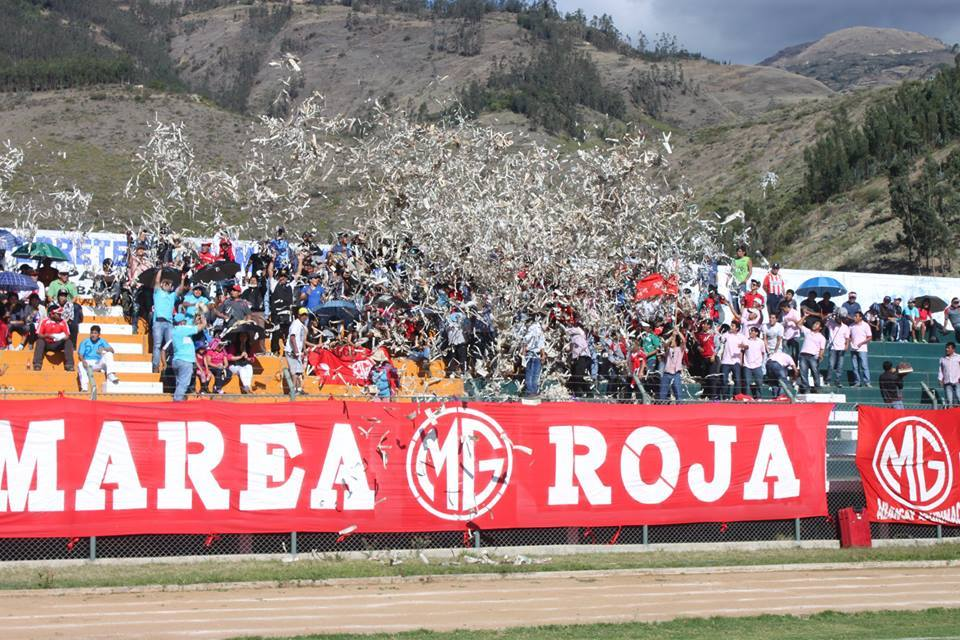
La "Marea Roja": hinchada oficial del Club Miguel Grau de Deportes.

## Hinchada

### Marea Roja
El Club Miguel Grau de Deportes es el único equipo de fútbol en Abancay y Apurímac que cuenta con su barra oficial que es La Marea Roja, conformada en su mayoría por alumnos y exalumnos del Colegio Miguel Grau.

## Jugadores

### Futbolistas Más Trascendentales

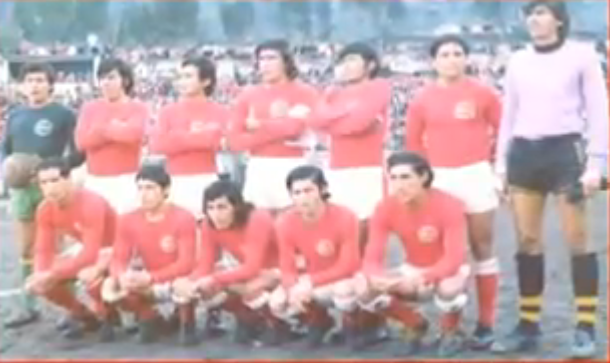
Club Miguel Grau de Deportes, el primer equipo de fútbol de Apurímac en llegar a una final de la Copa Perú (1976).

El Club Miguel Grau de Deportes se ha caracterizado a lo largo de su historia por la formación de grandes futbolistas abanquinos, siendo uno de sus más grandes jugadores Nilo Castañeda Grau, poseía una gran habilidad y exquisito fútbol, se le reconoce actualmente como el jugador ídolo del Cienciano del Cusco desde su muerte, así como también sus hermanos : Pepé, Walter, Humberto y Boza, también pertenecientes al clan Castañeda Grau... la historia de dicha familia remonta de que el abuelo materno fue uno de los hijos del mismo héroe naval Miguel Grau.
Volviendo al ámbito deportivo, entre otras grandes figuras resaltan: Zoilo “Chivo” Acosta (Centro delantero) Justo Luna, Florencio Puelles, Eugenio Rivero (Delantero de notable shot), Ángel “Ucuyco” Fernández, Raúl “Loco” Luna, Miguel Espinoza (De shot matador), Luis Novoa, José “El zurdo” Jiménez, Guillermo Chipana (Wing ), “Sihuas” Villegas, Jesús “Chivo” Acosta, Juan Pinto Echegaray, Adolfo Corro (back), Edgar Peralta Villegas (Zurdo), Juan “Chotello” Tello Urbiola (Arquero), Elio Rojas (Arquero), Manfredo “Winco” Sánchez, Américo “El loco” Calderón (Arquero), Saúl Jiménez (Volante), Carlos Garay Vallenas, Orestes Santander, Agustín “Acuti” Acosta López (Arquero), Alfredo Herrera, Máximo “Machi” Salazar Castro, Celso “Chato” Uribe, Waldemar Cárdenas, los hermanos Tulio y Hugo Loza, José “sapo” Garay Vallenas, Ausberto “Acuto” Montúfar, los hermanos Amílcar y Julio Prada, Jawel Gutiérrez, Jorge “Coco” Silva, Hernán Cortez, Vlady Rado, Edy Valer, Joselo Valenza, Augusto Palacios, Benjamín Reynoso, Rubén Miranda, César “El loco” León, Chano “Loro” Barrientos, Lucho "Canguro" Chenet (Arquero), “Pichinco” Mendoza, Julio “Chivo” Acosta Vedia, Joaquín “Chuño” Batallanos, Miguel Tolentino y otros que hicieron la gloria del Grau.Posteriormente están: Joselo Paz, Hugo Ochoa, Ciro Peña, Walter Calvera (ex Cienciano) Alfredo Chuchon, Mario Martínez, Roberto Hurtado,Victor Chacon, jaime Valer, Gerardo Gavancho, Mateo Triveño, Eddy Torres, entre otros 
En los años más recientes, los jugadores más queridos del equipo rojo de Chinchichaca fueron: Joselo Paz, Delfor Fernando García (arquero), Edmer "tampa" Sánchez (defensa), Filio Borda (defensa), Luis Borda (mediocampista), Luis Jaime "el pelao" Contreras (retirado), Irving "neymar" Chumbes (delantero).

## Entrenadores
- Roberto Rojas (1974)
- Obdulio Alpaca (1989)
- Víctor "Pitin" Zegarra (1998)
- Rolando Barrientos (2004)
- Everson Inca (2014-2015)
- Percy Maldonado (2016)
- Javier Atoche (2017)
- Everson Inca (2018)
- Paolo Maldonado (2019)
- Darcy Serrano (2021)
- José Luis Bustamante (2022)
- Nilton Gómez (2023)
- Rony Revollar (2024)
- Edwin Retamoso (2024)
- Erick Torres (2024)
- Nilton Gómez (2024 - Act.)

## Palmarés

### Torneos regionales
| Competición regional                   | Títulos                                                                                         | Subcampeonatos                      |
| -------------------------------------- | ----------------------------------------------------------------------------------------------- | ----------------------------------- |
| Etapa Regional - Región VI, VIII (3/1) | 1980, 1987, 1998.                                                                               | 2004.                               |
| Liga Departamental de Apurimac (15/2)  | 1967, 1970, 1972, 1973, 1977, 1978, 1979, 1986, 1988, 1989, 1998, 2014, 2019, 2023, 2024.       | 2004, 2017.                         |
| Liga Provincial de Abancay (6/4)       | 2007, 2010, 2011, 2014, 2016, 2019.                                                             | 2015, 2017, 2023, 2024.             |
| Liga Distrital de Abancay (16/6)       | 1967, 1970, 1972, 1973, 1975, 1978, 1986, 1988, 1995, 1998, 2002, 2004, 2010, 2014, 2023, 2025. | 2007, 2011, 2015, 2016, 2017, 2019. |